# Salvador Armendares i Torrent
Salvador Armendares i Torrent (Malgrat de Mar, Maresme, 21 de juny de 1893 - Ciutat de Mèxic, 10 de març de 1964) fou un polític i metge català. Pare del també metge Salvador Armendares i Sagrera.
Des de jove s'adscriví a la Unió Catalanista i més tard es llicencià en medicina a Barcelona. Fou metge de l'Aliança Mataronina i de la Federació de Sindicats Agrícoles. Fou molt actiu en l'oposició a la Dictadura de Miguel Primo de Rivera.
L'any 1931 ingressà a Esquerra Republicana de Catalunya, i a les eleccions de 1932 fou elegit diputat al parlament de Catalunya per la circumscripció de la província de Barcelona i regidor de l'ajuntament de Vilafranca del Penedès. Durant la Guerra Civil espanyola fou cap de la segona comandància de la sanitat militar, amb base a Girona.
El 1939 emigrà primer a França i després a Mèxic, on continuà exercint la seva professió i hi fundà la Borsa del Metge Català. A l'exili secundà el moviment d'opinió independentista; fou vocal de la delegació americana del Consell Nacional de Catalunya, amb la seu central Londres. Va participar en la I Conferència Nacional Catalana celebrada a Mèxic el setembre de 1953, en la qual es va constituir el Consell Nacional Català. Fou designat president del consell executiu d'aquesta institució i va ocupar aquest càrrec fins a la seva mort l'any 1964.